# Malmudden
Malmudden är en stadsdel i Luleå. 
Malmudden är geografiskt den nordligaste delen av Svartölandet och är centralt belägen i Luleå, endast en bro över malmbanan och en smal kanal som skiljer Malmudden och Svartön från centrumhalvön och Innerstaden. 1947 började udden, som då hette Koudden, bebyggas med flerbostadsbebyggelse både för allmännyttiga Lulebos föregångare och för bostadsrättsföreningar. Malmudden är en av Luleås minsta stadsdelar.
Malmuddens bebyggelse är 100 % hyresrätter, de flesta byggda på 1940-talet och en sjättedel byggda på 1960-talet.
Luleå Lokaltrafiks busslinje 6 passerar genom området samt några specialbussar och nattbussar.

## Befolkningsutveckling
| Befolkningsutvecklingen i Malmudden 1950–1950                                             | Befolkningsutvecklingen i Malmudden 1950–1950 | Befolkningsutvecklingen i Malmudden 1950–1950 | Befolkningsutvecklingen i Malmudden 1950–1950 | Befolkningsutvecklingen i Malmudden 1950–1950 |
| ----------------------------------------------------------------------------------------- | --------------------------------------------- | --------------------------------------------- | --------------------------------------------- | --------------------------------------------- |
|                                                                                           |                                               |                                               |                                               |                                               |
| År                                                                                        |                                               |                                               | Folkmängd                                     |                                               |
| 1950                                                                                      | 1950                                          |                                               | 1 312                                         | ##                                            |
| Anm.: Ingår i tätorten Luleå från 1960. ## Som tätort/befolkningsagglomeration 1920–1950. |                                               |                                               |                                               |                                               |